# Măneciu
Măneciu là một xã thuộc hạt Prahova, România. Dân số thời điểm năm 2002 là 11215 người.